# Ovidio Lagos
Ovidio Manuel Lagos (ur. 21 lipca 1912 w Merlo, zm. 16 września 1970 w Buenos Aires) – argentyński żeglarz, olimpijczyk.
Był jednym z reprezentantów Argentyny w żeglarstwie na Letnich Igrzyskach Olimpijskich 1956, które odbyły się w Melbourne.